# Nadelhorn
Nadelhorn (4327 m n.p.m.) – szczyt w Alpach Pennińskich części Alp Zachodnich, w masywie Mischabel. Leży w Szwajcarii, w pobliżu miejscowości Saas-Fee w dolinie Saastal i Randa w dolinie Mattertal, w kantonie Valais. Nazwa szczytu pochodzi od niemieckiego słowa Nadel oznaczającego igłę. Szczyt można zdobyć ze schronisk: Mischabelhütte (3329 m), Bordierhütte (2886 m) oraz Domhütte (2940 m). Spod samego szczytu opada ku północy lodowiec Riedgletscher.
Pierwszego wejścia dokonali F. Andenmatten, B. Epiney, A. Supersaxo i J. Zimmermann 16 września 1858 r.